# Онелья, Эразмо
Эразмо Джованни Онелья (иногда Онеглия; итал. Erasmo Giovanni Oneglia; 1853—1934) — итальянский гравёр, уроженец Турина, который также был успешным фальсификатором почтовых марок в 1890-х — начале 1900-х годов.

## Подделка почтовых марок
Считается, что первыми подделками Онельи были первые почтовые марки Ньюфаундленда, эти поддельные марки вошли во второе издание «Album Weeds» Роберта Бриско Эре в 1892 году.
Всего Эразмо Онелья подделал 788 марок 30 государств, преимущественно классического периода. Его подделкам свойственно высокое качество воспроизведения оригинала.
В 1897 году он был арестован в Лондоне за попытку продать поддельные марки филателистическому дилеру фирме «Стэнли Гиббонс», однако был отпущен после уплаты штрафа в размере всего лишь 20 шиллингов и конфискации товара.
Онелья был тесно связан с другими итальянскими фальсификаторами почтовых марок того времени, такими как Анджело Панелли, а также с братьями Мариано и Жаном де Сперати, который работал в Турине некоторое время и, возможно, вместе с Эразмо Онельей.